# De vervloeking (boek)
De vervloeking (originele titel: Thinner) is een boek van de Amerikaanse schrijver Stephen King. Het boek kwam uit in 1984 en werd in 1985 vertaald in het Nederlands. In 1996 werd het verfilmd als Thinner.

## Het verhaal
Bill Halleck is een sympathieke advocaat, die aan overgewicht lijdt. Zijn gewicht is ruim 250 pond (125 kilo). Op een kwade dag rijdt hij een oude zigeunervrouw aan. Zij stak zomaar over zonder uit te kijken, maar Bill had zijn gedachten niet bij het verkeer en reageerde daarom te traag. Hij werd namelijk op dat moment afgeleid door zijn vrouw Heidi die hem tijdens het autorijden seksueel bevredigde. De zaak komt voor, maar de rechter, die een goede vriend van Bill is, spreekt hem vrij. Na de zitting raakt een oude zigeuner de wang van Bill even aan en zegt slechts een woord: "Magerder..."
Hierop begint Bill gewicht te verliezen, meestal rond de twee pond per dag. Op aanraden van zijn vrouw bezoekt hij zijn huisarts, maar die vindt ook na uitgebreid onderzoek geen oorzaak voor de plotselinge gewichtsafname. Aanvankelijk is Bill opgelucht omdat hij en Heidi bang waren dat het wellicht kanker was, maar de opluchting verdwijnt, aangezien Bill voortdurend gewicht blijft verliezen. Als ook een onderzoek in een speciale kliniek niets oplevert begint Bill toch meer en meer te vermoeden dat de oude zigeuner een vervloeking over hem heeft uitgesproken.
Bill gaat op onderzoek uit en ontdekt dat de rechter die hem heeft vrijgesproken en een politieagent eveneens vervloekt zijn. Deze vervloekingen zijn niet dodelijk maar wel dermate afzichtelijk dat beide mannen zelfmoord plegen. Bill beseft dat hij de zigeuners moet vinden om de vervloeking ongedaan te laten maken. Zijn gewichtsverlies wordt nu namelijk bedreigend voor de gezondheid en zijn kleding past hem niet meer. Slechts door veel te eten kan Bill het gewichtsverlies vertragen, maar niet stoppen.
De inmiddels broodmagere Bill weet uiteindelijk de zigeuners op te sporen, maar de oude zigeuner, Taduz Lemke, weigert de vloek op te heffen. Hij beweert dat Bill zijn dochter heeft vermoord en hier door vriendjespolitiek met de rechter mee is weggekomen. Helderziend als hij is wist hij dat Bill er in de auto met zijn gedachten niet bij was omdat hij seks had tijdens het autorijden, en dus schuldig is aan de dood van de vrouw. De vervloeking is dus volgens hem vergelding en hij weigert hem op te heffen.
Bill schakelt uiteindelijk Richard Ginelli in, een klant van zijn kantoor met criminele connecties. Ginelli tracht de zigeuners te intimideren door hun honden te vergiftigen, hun kamp te beschieten en te dreigen hun kinderen vitriool in het gezicht te gooien. Taduz Lemke verklaart zich hierop bereid de vloek op te heffen en spreekt met Bill af in een park. Bill is op dit moment nog maar een schaduw van zichzelf en weegt nog maar 118 pond (59 kilo). Zijn gewichtsverlies is inmiddels levensbedreigend.
Taduz snijdt Bill in zijn hand en vangt zijn bloed op in een taart, inmiddels geheimzinnige spreuken in het Romani mompelend. Na afloop verklaart hij dat de vloek nu in de taart zit en dat Bill weer aan zal komen. Binnen 1 à 2 weken moet wel een ander van de taart eten waardoor die ander de vloek zal overnemen, anders komt de vloek dubbel zo hard terug. Maar dat geeft niet, want Bill heeft al een ideale kandidaat in gedachten. Zijn eigen vrouw Heidi heeft namelijk niet alleen geweigerd zijn theorie over de zigeunervloek te geloven, maar heeft ook een gerechtelijk bevel tot gedwongen opname in een kliniek laten uitvaardigen omdat ze Bill voor gek versleet. Bovendien was zij degene die het nodig vond Bill in de auto af te trekken waardoor hij de vrouw aanreed. De zigeuner stelt dat Bill een slappeling is die zijn verantwoordelijkheid ontloopt. Als hij echt een sterk persoon was zou hij ter plekke zelf de taart opeten. Maar Bill weigert te luisteren.
Bill keert terug naar huis, en na het avondeten zet hij de taart op tafel. Hij beweert dat hij vol zit en nodigt haar uit een lekker stuk te eten. De volgende dag vindt hij twee borden met taartkruimels erop naast de aangebroken taart. Zijn eigen dochter en oogappel Linda had ook van de taart gegeten en dat was niet de bedoeling geweest! Bill hoort in zijn gedachten de lach van de oude zigeuner, en wanhopig snijdt hij ook voor zichzelf een stuk taart af...